# Pustoše
Pustoše (cyr. Пустоше) – wieś w Bośni i Hercegowinie, w Republice Serbskiej, w gminie Vlasenica. W 2013 roku liczyła 208 mieszkańców.